# Planaeschna maolanensis
Planaeschna maolanensis là loài chuồn chuồn trong họ Aeshnidae. Loài này được Zhou & Bao mô tả khoa học đầu tiên năm 2002.